# 西條和
西條和 （ 7月25日— ）是居住在日本的女性聲優和偶像，是數位聲優偶像團體22/7的成員。

## 簡歷
- 2016年
  - 12月24日 - 在 22/7 的 10,325 名申請人中通過了最終的試鏡[2]。試鏡時的編號為 22 號。
- 2017年
  - 3月2日 - 因 22/7 並不會公布成員本名及年齡，於是在SHOWROOM直播「私たちの名付け親になってください」中向大眾募集藝名[3] 。
  - 3月4日 - 在成員名稱發表的 SHOWROOM 直播中，公布名称定为“西條和” [4] 。先前則皆以「輕飄飄醬（ふにゃふにゃちゃん）」稱呼。
  - 5月17日 - 在角色決定的 SHOWROOM 直播中[5]，正式公布擔任 22/7 角色瀧川美羽的聲優。与此同时，也是第一次在公開場合露臉。
  - 9月20日 - 22/7 的第一首单曲「僕は存在していなかった」正式亮相。
- 2018年
  - 7月7日 - 作為瀧川美羽的聲優出演的節目《22/7计算中》開始放送。
  - 11月12日 - 作為虚拟YouTuber瀧川美羽首次亮相[6] 。

## 人物
暱稱是「阿和（なごみん）」  。有一个姐姐 。
對於自己不喜歡表露感情、與人接觸感到了危機感，因此決定透過參加這個自己最不擅長的活動來改變自己 。舞蹈的部分受到了「Fairies」的影響，會在家里模仿動作 ，但直到加入 22/7 以前，對於偶像以及動漫都不甚熟悉 ，會觀看其他成員推薦的動漫以及自己喜歡的迪士尼频道 。小說的部分，他是神秘小說（犯罪悬疑）和“相棒”系列的粉丝。

## 演出作品

### 电视动画
- 22/7 (2020，瀧川美羽[12] )

### 电视节目
- 22/7 計算中（2018年7月7日—2019年12月28日）— 瀧川美羽
- 22/7 計算中 第二季（2020年4月4日—2021年1月1日）— 瀧川美羽
- 22/7 檢算中（2021年1月9日—3月27日）— 西條和
- 22/7 計算中 第3季（2021年4月3日—）— 瀧川美羽
- 連接世界的神秘教室（2021年4月19日， NHK教育頻道 ）

### 游戏
- 22/7 音樂的時間（瀧川美羽[13] ）

### 廣播
- 22/7 除不盡的廣播（2017年4月23日-2018年7月1日，超！A&G+ )-不定期
- 22/7 除不盡的廣播+（2020 年 7 月 4 日-，超！A&G+)-不定期
- 22/7 西条和的困困时间（2021年10月3日-，niconico动画）[14]